# James Perowne
Sir James Francis Perowne, KBE (* 29. Juli 1947) ist ein ehemaliger britischer Seeoffizier der Royal Navy, der von 1998 bis 2002 stellvertretender Oberster Alliierter Kommandeur Atlantik DSACLANT (Deputy Supreme Allied Commander Atlantic) war und als solcher zum Admiral befördert wurde. Seit 2014 ist er Constable und Gouverneur von Windsor Castle.

## Leben

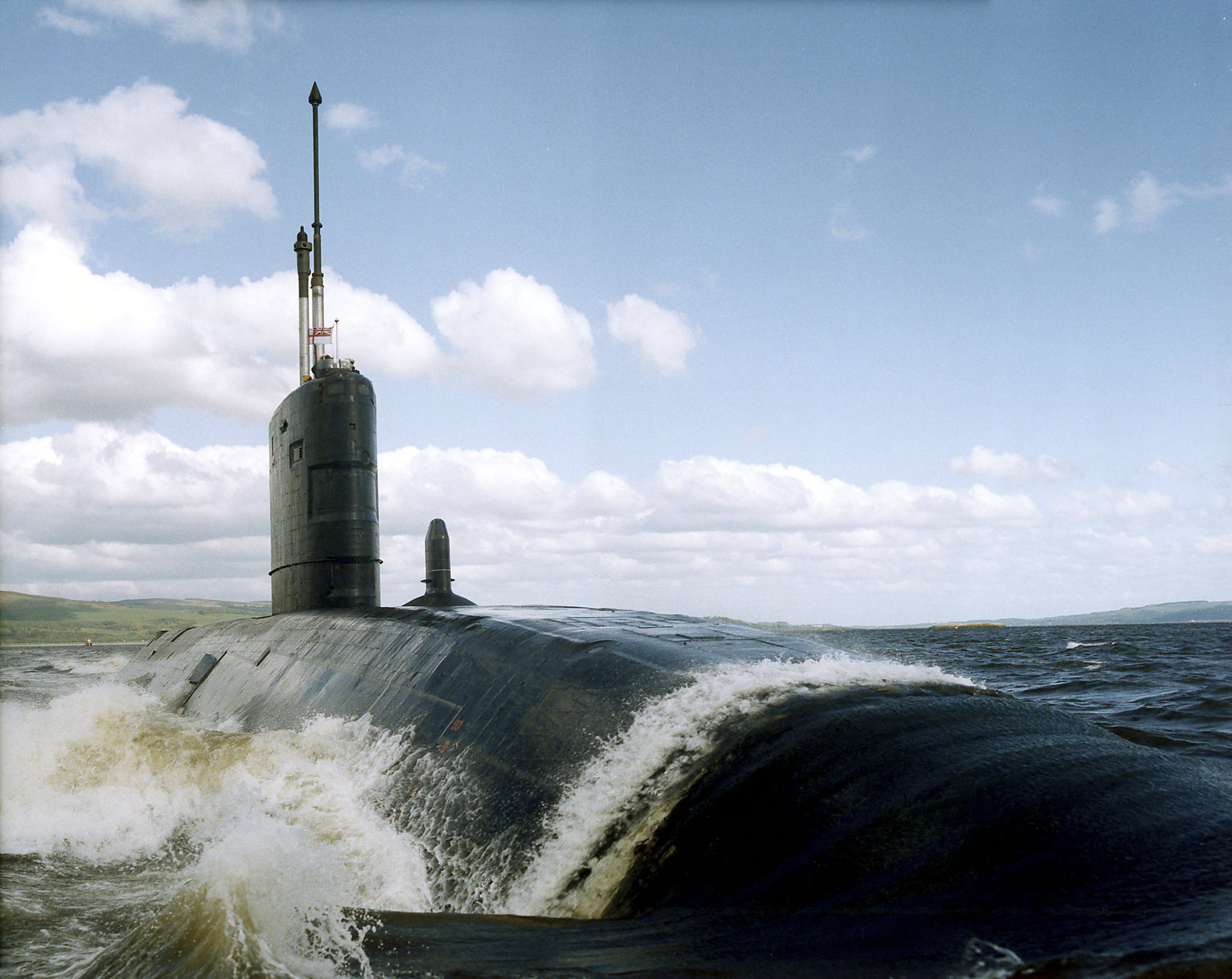
1981 wurde Perowne Kommandant des zur Swiftsure-Klasse gehörenden nuklear angetriebenen U-Bootes HMS Superb.

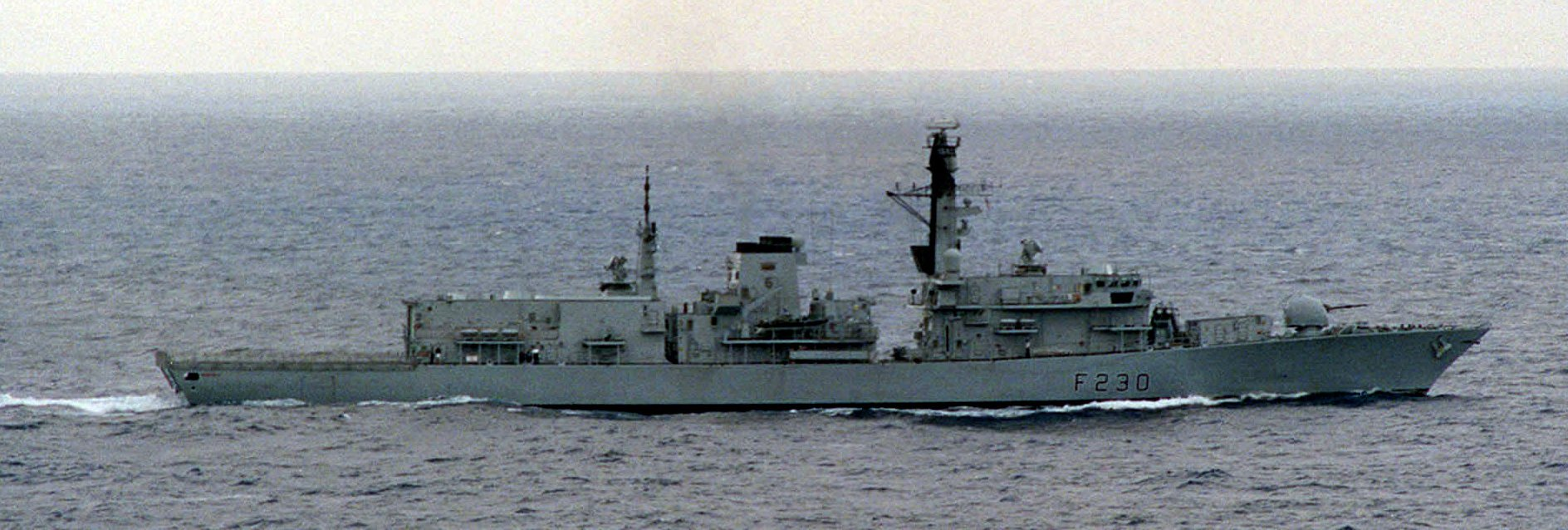
Kapitän zur See Perowne fungierte von 1992 bis 1994 als Kommandant der zur Duke-Klasse gehörenden Fregatte HMS Norfolk.

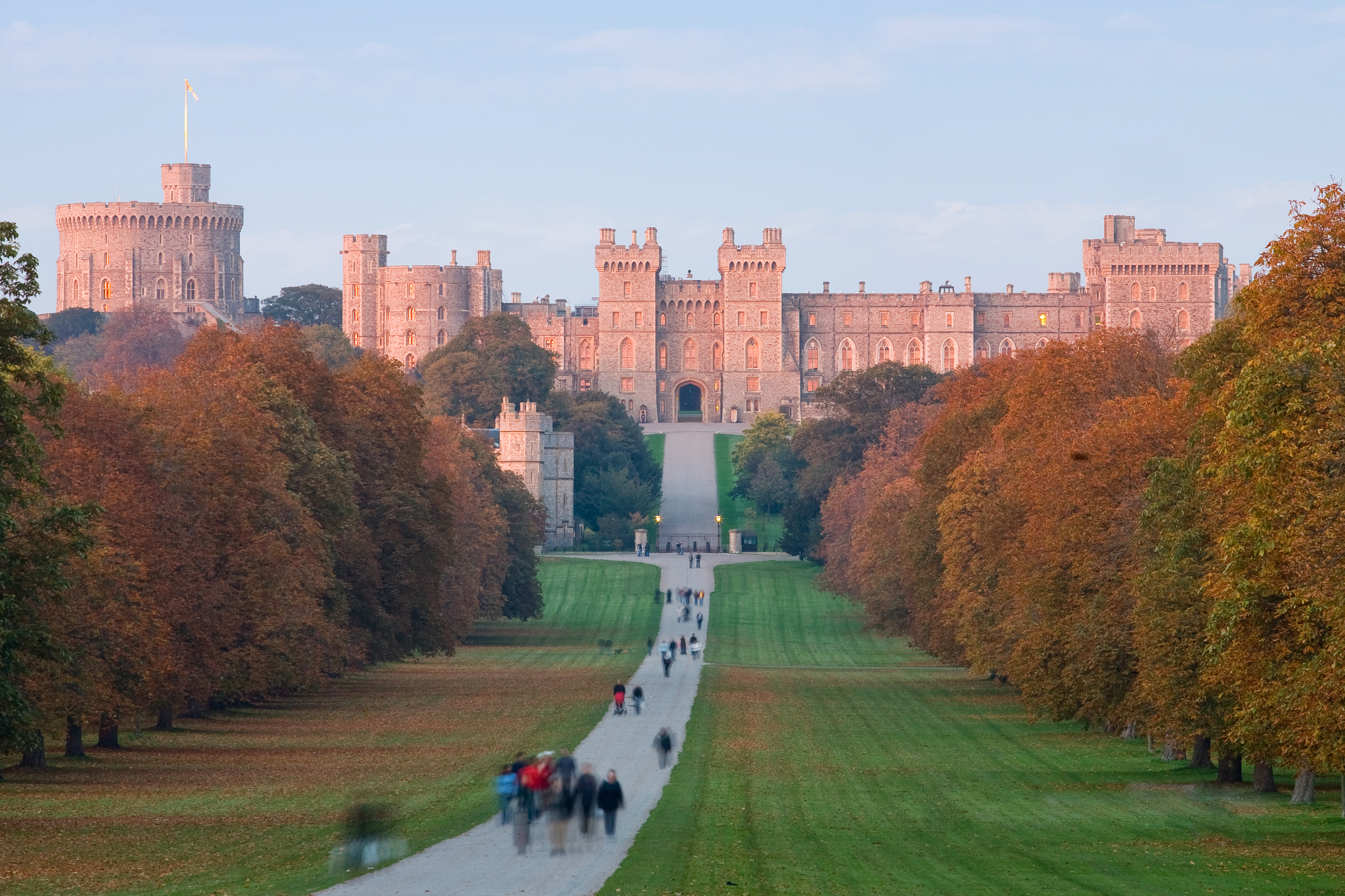
Seit 2014 ist Sir James Perowne Constable und Gouverneur von Windsor Castle.

James Francis Perowne begann nach dem Besuch der renommierten 1550 gegründeten Sherborne School eine Ausbildung zum Seeoffizier am Britannia Royal Naval College (BRNC) in Dartmouth und trat 1969 in die Royal Navy (RN) ein. Nach verschiedenen darauf folgenden Verwendungen als Seeoffizier wurde er 1976 Kommandant des zur Oberon-Klasse gehörenden diesel-elektrisch betriebenen U-Bootes HMS Opportune. Nach weiteren Verwendungen übernahm 1981 den Posten als Kommandant des zur Swiftsure-Klasse gehörenden nuklear angetriebenen U-Bootes HMS Superb und erhielt 1983 das Offizierskreuz des Order of the British Empire (OBE).
Im Dezember 1986 wurde er als Kapitän zur See (Captain) Kommandant der zur Broadsword-Klasse gehörenden Fregatte HMS Boxer und bekleidete dieses Kommando bis August 1988. Nach weiteren Verwendungen übernahm er zwischen Dezember 1992 und Dezember 1994 den Posten als Kommandant der zur Duke-Klasse gehörenden Fregatte HMS Norfolk. Als solcher war er zugleich von Dezember 1992 bis Dezember 1994 Kommodore des 6. Fregattengeschwaders (Commanding, 6th Frigate Squadron) sowie zwischen Dezember 1992 und März 1993 Kommodore des 6. Fregattengeschwaders (Commanding, 6th Frigate Squadron).
Im Januar 1995 wurde Perowne zum Konteradmiral (Rear-Admiral) befördert und bekleidete daraufhin zwischen Januar 1995 und Januar 1996 den Posten als Leitendes Marinemitglied im Führungsstab (Senior Naval Member, Directing Staff) des Royal College of Defence Studies (RCDS) in London. Im Anschluss löste er im August 1996 Konteradmiral Roger Lane-Nott als Flaggoffizier der U-Boote (Flag Officer, Submarines) sowie zugleich als Kommandeur für Operationen der Flotte (Commander, Operations, The Fleet) ab und behielt diese Posten bis August 1998, woraufhin Konteradmiral Robert Stevens diese übernahm.
Im Anschluss wurde er im August 1998 zum Vizeadmiral (Vice-Admiral) befördert und löste daraufhin Vizeadmiral Sir Ian Garnett als stellvertretender Oberster Alliierter Kommandeur der NATO im Atlantik DSACLANT(Deputy Supreme Allied Commander Atlantic) ab. Er hatte diese Funktion bis Januar 2002 inne, woraufhin Vice-Admiral Sir Ian Forbes seine Nachfolge antrat. Am 17. Juni 2000 wurde er zum Knight Commander des Order of the British Empire (KBE) geschlagen, so dass er fortan den Namenszusatz „Sir“ führte. Darüber hinaus wurde er zuletzt zum Admiral befördert.
Nach seinem Ausscheiden aus dem aktiven Militärdienst engagierte sich Sir James Perowne unter anderem für den Consumer Council for Water, eine Körperschaft des öffentlichen Rechts unter der Trägerschaft des Ministeriums für Umwelt, Ernährung und ländliche Angelegenheit DEFRA (Department for Environment, Food and Rural Affairs), die sowohl von der Aufsichtsbehörde Ofwat (Water Services Regulation Authority) als auch von den Wasserversorgungsunternehmen unabhängig ist. Seit 2014 ist er als Nachfolger des ehemaligen Air Marshal Sir Ian Macfadyen Constable und Gouverneur von Windsor Castle.
Aus seiner 1971 geschlossenen Ehe mit Susan Anne Holloway gingen vier Söhne hervor. Nach der Auflösung dieser Ehe heiratete er 1992 in zweiter Ehe Caroline Nicola Grimson.